# Sono ancora io
Sono ancora io è il secondo album in studio della cantante italiana Deborah Iurato, pubblicato il 12 febbraio 2016 dalla Sony Music.

## Tracce
1. Via da qui (con Giovanni Caccamo) – 3:38 (Giuliano Sangiorgi)
2. Mi allontanerò – 3:27 (Bungaro, Cesare Chiodo, Piero Romitelli)
3. Sono ancora io – 3:48 (Andrea Bonomo, Luca Chiaravalli, Gianluigi Fazio)
4. Amore senza fine (con Giovanni Caccamo) – 2:58 (Pino Daniele) – originariamente interpretata da Pino Daniele
5. Liberi così – 3:31 (Piero Romitelli, Davide Simonetta, G. Panzarini)
6. Da sola – 3:21 (testo: Giovanni Caccamo)
7. L'amore non è – 3:35 (Lorenzo Vizzini)
8. Fermeremo il tempo (con Marco Rotelli) – 3:20 (testo: Marco Rotellini, Marco Sfratato, Sebastiano Zucchelli – musica: Marco Rotellini, Sebastiano Zucchelli, Giuseppe Landro)
9. Libere – 3:40
10. Anche se fuori è inverno (Acoustic Version) – 3:20
11. Se io fossi un angelo (Acoustic Version) – 3:31

Traccia bonus
1. Danzeremo a luci spente (Supabeatz Remix) – 4:11

## Classifiche
| Classifica (2016) | Posizione massima |
| ----------------- | ----------------- |
| Italia            | 31                |